# Thecla nigriplaga
Thecla nigriplaga är en fjärilsart som beskrevs av Abel Dufrane 1939. Thecla nigriplaga ingår i släktet Thecla och familjen juvelvingar. Inga underarter finns listade i Catalogue of Life.